# Степанская, Мария Михайловна
Мария Михайловна Степанская (Несвицкая, Ровенская) (? — 1518) — княгиня Ровенская (с 1479 года). Дочь князя Михаила Степанского, бабка Татьяны Семёновны Гольшанской, жены великого гетмана литовского, князя Константина Ивановича Острожского.

## Биография
Владея городом Ровно на Волыни, Мария стал подписываться как княгиня Ровенская. Историкам удалось установить, что Мария была дочерью князя Михаила Степанского и Федоры, дочери воеводы луцкого и киевского Юрши. В конце 1450-х лет потеряла отца. Отчимом стал Фёдор Олизар-Шилович — представитель старинного волынского рода Кирдеевых, известного с XV века. В другом более древнем источнике — Географическом словаре Царства Польского и других славянских стран — её отец носил имя Семён.
Не удалось пока узнать год и место рождения княгини. Ровно досталось в наследство княгини Марии после смерти её мужа — князя Семёна Фёдоровича Несвицкого (? — 1481), который принадлежал к русско-литовской династии князей Гедиминовичей. Тот, обладая Ровно с 1461 года, имея другие владения, ничего памятного не сделал для Ровно. Унаследовав село в 1479 году, Мария Несвицкая вначале поселилась в Городке, где, наверное, тогда был небольшой замок. Внимание направила на Ровно, настойчиво его обустраивала. Её поразила спокойная и многоводная тогда река Устье, на которой было несколько островов. На одном из них княгиня Ровно решила соорудить крепость (ныне район стадиона «Авангард»). Вскоре замок из дерева, обнесённый земляным валом, был сооружён. Княгиня перенесла свою резиденцию в Ровно, стала себя именовать Марией Ровенской. Тогда Ровно напоминало треугольник, улицы расходились в три стороны: в Ровно можно было въехать с киевской стороны, с острожской дороги или дубенской дороги. С тех времён символ городского герба — ворота, открытая для въезда на три стороны.
Событием, которое вселяло надежду на будущее, стало предоставление Ровно Магдебургского права. С просьбой о предоставлении Ровно этого статуса княгиня Мария обратилась к великому князю литовскому и польскому королю Казимиру IV Ягеллончику и повела дело так, что желанная грамота была вскоре получена. Это знаменательное событие произошло, как считают историки, в 1492 году. С тех пор Ровно официально именуется городом. Магдебургское право дало возможность ускорить развитие городского хозяйства, привлечь сюда новых поселенцев. 21 декабря 1500 года Мария Ровенская добилась для своего новопостроенного города привилегия на ярмарку. Вторично все права Ровно подтверждаются королевской грамотой польского короля Сигизмунда I Старого в 1507 году княгини Марии на право вечного владения замком и городом. Документ подтверждает достижения тогдашнего города и его обладательницы. Король признал право Марии передавать ровенский имение в наследство детям и потомкам, по своему усмотрению расширять или продавать его. Город последних двух десятилетий XV — начала XVI веков переживает свой первый расцвет, в чем была большая заслуга Марии Несвицкой. В народе княгиня получила популярность как истинная патриотка своего города, которая с материнской опекой всегда заботилась о Ровно.
Мария Несвицкая известна благотворительной деятельностью. Значительную долю своих больших прибылей она выделяла на развитие Равно, сооружение церквей в своих владениях. Считается, что именно Мария Ровенская была основателем первого храма в Ровно — Деревянной церкви близ замка, построенной в честь Воскресения Христова. На этом месте расположен нынешний каменный Воскресенский собор. Была меценаткой Киево-Печерского монастыря.
Мария Ровенская была владелицей города почти четыре десятилетия. Ежегодно на день святого Семёна (14 сентября) проводился праздник-ярмарка — так княгиня вспоминала память своего мужа и зятя, который также носил это имя.
Перед смертью княгиня передала управление имением своей единственной внучке Анне-Татьяне Семёновне Гольшанской (? — 1522), жене великого гетмана литовского, князя Константина Ивановича Острожского (1460—1530), поэтому владение князей Несвицких как приданое были присоединено к огромных владений Острожских.
Мария Степанская, княгиня Ровенская, скончалась в 1518 году.
По данным «географического Словаря царства Польского и других славянских стран», 4 мая 1518 года король Польши Сигизмунд Старый подтвердил права князя Константина Острожского на владение поместьями, полученным как наследство бабушке его первой жены Татьяны Семёновны Гольшанской — княжны Марии Несвицкой-Ровенской и её мужа — князя Семёна Васильевича Несвицкого; в частности, Волочиском.

## Семья
Первым мужем Марии Несвицкой был Яков-Война, сын старосты луцкого Немыри Рязановича. Первый брак был бездетным. Второй муж (с 1460 года) — князь Семён Васильевич Несвицкий (? — 1481), Збаражский и Колоденский, староста кременецкий. Единственный ребёнок от второго брака — Анастасия Семёновна (? — 1515/1516), жена с 1481 года князя Семёна Юрьевича Гольшанского (1445—1505) — маршалка Волынской земли, гетмана великого литовского, воеводы новогрудского и старосты луцкого
.

## Почитание
- Именем Марии Несвицкой названа одна из городских улиц Ровно
- в 2006 году ей был сооружён памятник на Соборной улице Ровно.

По словам украинского скульптора Владимира Шолудько, создавшего образ основательницы Ровно, он разработал немало исторических источников, чтобы явно представить нравы и быт эпохи, в которой жила Мария Несвицкая. Несмотря на то, что, как утверждает автор памятника, до нас не дошло ни одно изображение Марии Несвицкой, зато сохранился графический портрет княгини Радзивилл, поэтому она стала прототипом лицо патронессы Ровно. Жители и гости города могут увидеть фигуру Марии Несвицкой, которая сидит в кресле, держа в руках рукописный свёрток, символизирующий Магдебургскую грамоту.
Памятник Марии Несвицкой изготовлен из белого мрамора, привезённого из Челябинска. По замыслу авторов, Мария Ровенская предстала перед жителями города чистой, сияющей, как княгиня Ольга в Киеве. Стоимость мрамора — 36 тысяч гривен (купить помогли спонсоры).